# 氧-16
氧-16，為氧的一個穩定同位素，拥有8個質子和8個中子，在氧化態為0時有8個電子，氧-16的豐度約為99.76%，約佔地殼含量的48.5%。

## 形成
氧-16，可於約攝氏兩億度的3氦過程後形成碳-12後再撞擊一個氦-4原子核後形成，或是在老年恆星的氧殼中生成。
| 相邻较轻同位素: 氧-15          | 氧-16是 氧的同位素 | 相邻较重同位素: 氧-17 |
| 母同位素： 氮-16、氖-17、氖-18 | 氧-16的 衰變鏈     | 衰變產物為 稳定       |